# Liste der Einträge im National Register of Historic Places im Todd County (Minnesota)

Lage des Todd County in Minnesota

Die Liste der Einträge im National Register of Historic Places im Todd County in Minnesota führt alle Bauwerke und historischen Stätten im Todd County auf, die in das National Register of Historic Places aufgenommen wurden.
| [ 2 ] | Name                                                        | Bild                                                        | Eintragsdatum        | Lage                                                                                | Ort               | Beschreibung |
| ----- | ----------------------------------------------------------- | ----------------------------------------------------------- | -------------------- | ----------------------------------------------------------------------------------- | ----------------- | --- |
| 1     | Bank of Long Prairie                                        | Bank of Long Prairie                                        | 1985 ID-Nr. 85001994 | 262 Central Avenue 45° 58′ 28″ N, 94° 51′ 39″ W                                     | Long Prairie      | Im Jahr 1903 aus Back- und Feldsteinen im Richardsonian-Romanesque-Stil errichtete Bank                                                         |
| 2     | Batcher Opera House Block                                   | Batcher Opera House Block                                   | 2004 ID-Nr. 04000837 | 5th Street Ecke 2nd Avenue 46° 21′ 27″ N, 94° 47′ 38″ W                             | Staples           | 1907 aus Backsteinen errichtete Veranstaltungshalle                                                                                             |
| 3     | Dr. George R. Christie House                                | Dr. George R. Christie House                                | 2006 ID-Nr. 06001184 | 15 1st Street, South 45° 58′ 26″ N, 94° 51′ 50″ W                                   | Long Prairie      | 1901 errichtetes Wohnhaus mit Schindelfassade                                                                                                   |
| 4     | Church of St. Joseph-Catholic                               | Church of St. Joseph-Catholic                               | 1985 ID-Nr. 85001996 | Main Street zwischen 7th Street und 8th Street 46° 5′ 12″ N, 94° 52′ 4″ W           | Browerville       | Im Jahr 1907 errichtete Kirche polnischer Einwanderer                                                                                           |
| 5     | Germania Hall                                               | Germania Hall                                               | 1995 ID-Nr. 95001377 | County Highway 11, nördlich von Clarissa 46° 12′ 59″ N, 94° 58′ 4″ W                | Germania Township | 1917 errichtetes Townshipgebäude |
| 6     | Grey Eagle Village Hall                                     | Grey Eagle Village Hall                                     | 1985 ID-Nr. 85001992 | Spruce Street Ecke Woodman Street 45° 49′ 27″ N, 94° 44′ 53″ W                      | Grey Eagle        | Im Jahr 1934 im Rahmend des New Deal von der Civil Works Administration aus Feldsteinen errichtetes Rathaus                                     |
| 7     | Hewitt Public School                                        | Hewitt Public School                                        | 2006 ID-Nr. 06001181 | 514 North Wisconsin Street 46° 19′ 40″ N, 95° 5′ 1″ W                               | Hewitt            | |
| 8     | Hotel Reichert                                              | Hotel Reichert                                              | 1985 ID-Nr. 85001995 | 20 3rd Street, North 45° 58′ 28″ N, 94° 51′ 36″ W                                   | Long Prairie      | 1902–1903 aus Backsteinen errichtetes Hotel |
| 9     | Kahlert Mercantile Store                                    | Kahlert Mercantile Store                                    | 1985 ID-Nr. 85001997 | Main Street Ecke 6th Street 46° 5′ 6″ N, 94° 52′ 0″ W                               | Browerville       | Im Jahr 1883 errichtetes Geschäftsgebäude |
| 10    | Northern Pacific Railway Depot and Freighthouse             | Northern Pacific Railway Depot and Freighthouse             | 2008 ID-Nr. 85003613 | 1st Avenue, North und 4th Street, Northeast 46° 21′ 16″ N, 94° 47′ 43″ W            | Staples           | 1910 aus Backsteinen errichtetes zweistöckiges Bahnhofsgebäude                                                                                  |
| 11    | Saint Cloud and Red River Valley Stage Road-Kandota Section | Saint Cloud and Red River Valley Stage Road-Kandota Section | 1991 ID-Nr. 91001061 | Abseits des County Highway 92, südöstlich von West Union 45° 46′ 28″ N, 95° 0′ 7″ W | Kandota Township  | Teil einer 1859 angelegten Postkutschenstraße der Minnesota Stage Company                                                                       |
| 12    | Todd County Courthouse, Sheriff's House, and Jail           | Todd County Courthouse, Sheriff's House, and Jail           | 1985 ID-Nr. 85001986 | 215 1st Avenue, South 45° 58′ 22″ N, 94° 51′ 39″ W                                  | Long Prairie      | 1883 aus Backsteinen im neuromanischen Stil errichtetes Gerichts- und Verwaltungsgebäude mit im Jahr 1900 aus Backsteinen errichtetem Gefängnis |